# Camilla Thomsen
Pour les articles homonymes, voir Thomsen.
Camilla Ingemann Thomsen, née le 19 novembre 1974 à Køge, est une ancienne handballeuse internationale danoise. 
Aux Jeux olympiques d'été de 2004 à Athènes, elle remporte avec l'équipe nationale danoise la médaille d'or. Elle marque 13 buts lors de ce tournoi olympique.

## Palmarès

### Sélection
Jeux olympiques d'été
- médaille d'or aux Jeux olympiques de 2004 à Athènes

championnats d'Europe
- vainqueur du championnat d'Europe 2002
- finaliste du championnat d'Europe 2004